# Moshood Abiola Nationaal Stadion
Het Moshood Abiola Nationaal Stadion is een multifunctioneel stadion in Abuja, Nigeria. In het stadion worden vooral voetbalwedstrijden gespeeld. Het Nationale elftal speelt in dit stadion zijn internationale thuiswedstrijden. Het stadion biedt plek aan 60.491 toeschouwers.
Het stadion werd in 2019 vernoemd naar Moshood Abiola (1937–1998), die de presidentsverkiezingen in 1993 gewonnen zou hebben. De verkiezingen werden echter gecanceld.
In 2000 besloot Nigeria een stadion te bouwen die voldoet aan internationale normen, een stadion die tevens kon worden ingezet op de Afrikaanse Spelen, een toernooi dat van 5 tot 12 oktober in Nigeria zou plaatsvinden. Tussen 24 oktober en 15 november 2009 werd in Nigeria het Wereldkampioenschap voetbal onder 17 gespeeld. Er werden 6 groepswedstrijden, de achtste finale tussen Nigeria en Nieuw-Zeeland (5–0), de troostfinale tussen Colombia en Spanje (0–1) en de finale tussen Zwitserland en Nigeria (1–0) gespeeld.